# Omoedus kulczynskii
Omoedus kulczynskii is een spinnensoort in de taxonomische indeling van de springspinnen (Salticidae).
Het dier behoort tot het geslacht Omoedus. De wetenschappelijke naam van de soort werd voor het eerst geldig gepubliceerd in 1971 door Jerzy Prószyński.